# Az MTK Budapest FC 2023–2024-es szezonja
A MTK Budapest FC a 2023–2024-es szezonban az NB I-ben indult, miután a 2022–2023-as NB II-es szezonban második (feljutó) helyen zárta a bajnokságot.
A MOL Magyar Kupában – mint minden első- és másodosztályú csapat – a 3. fordulóban mutatkoztak be, ellenfelük a negyedosztályú Gesztely együttese volt idegenben, akik ellen 6–1-s eredménnyel jutottak tovább a következő fordulóba Molnár Rajmund tripla, Kovács Patrik dupla találataival valamint Stieber góljával. 
A 4. fordulóban (a legjobb 32 között) a harmadosztályú ESMTK volt az ellenfelük szintén idegenben és 4–0-s győzelemmel jutottak be a nyolcaddöntőbe Antonov, Stieber, Zsóri és Kovács Patrik találataival.
A nyolcaddöntőben (a legjobb 16 között) a másodosztályú Kozármisleny ellen idegenben 3–0-s győzelemmel jutottak tovább a legjobb 8 közé Jurina duplájával, valamint Antonov találatával.
A negyeddöntőben (a legjobb 16 között) a szintén elsőosztályú Kisvárda Master Good volt az ellenfelük. A kisvárdai összecsapáson a szabolcsiak 2–0-ra vezettek a félidőben, melyet Bognár és Hej találataival még kiegyenlített az MTK Budapest, ám a győzelmet és ezzel a továbbjutást a 90. percben a Kisvárda szerezte meg Jovičić góljával.

## Mezek
| Hazai | Vendég |

## Statisztikák
Utolsó elszámolt mérkőzés: 2024. május 17.

### Összesített statisztika
A felkészülési mérkőzéseket nem vettük figyelembe.
| Statisztika                               | Minden kiírás | OTP Bank Liga | MOL Magyar Kupa | |
| ----------------------------------------- | --- | --- | --- | --- |
| Lejátszott mérkőzés                       | 37 | 33 | 4 | |
| Győzelem                                  | 15 | 12 | 3 | |
| Döntetlen                                 | 8 | 8 | 0 | |
| Vereség                                   | 14 | 13 | 1 | |
| Szerzett gól                              | 58 | 43 | 15 | |
| Kapott gól                                | 66 | 62 | 4 | |
| Gólkülönbség                              | –8 | –19 | +11 | |
| Sárga lap                                 | 69 | 66 | 3 | |
| Kiállítás                                 | 4 | 4 | 0 | |
| Legtöbb gólt szerző játékos               | Bognár István,10 gól | Bognár István,9 gól | Kovács Patrik és Molnár Rajmund,3–3 gól | |
| Legtöbbet figyelmeztetett játékos         | Hej Viktor,10 figyelmeztetés (10 0 ) | Hej Viktor,10 figyelmeztetés (10 0 ) | 3 játékos 1–1 figyelmeztetés | |
| Legtöbb gól egy mérkőzésen                | 7 gól, Gesztely ellen 6–1 idegenben a MOL Magyar Kupa 3. fordulójában, 2023. 09. 17.,Bajnokságban: Ferencváros ellen idegenben 1–6 az OTP Bank Liga 8. fordulójában, 2023.09.30.,és Puskás Akadémia ellen idegenben 1–6 az OTP Bank Liga 21. fordulójában, 2024.02.18. | 7 gól, Gesztely ellen 6–1 idegenben a MOL Magyar Kupa 3. fordulójában, 2023. 09. 17.,Bajnokságban: Ferencváros ellen idegenben 1–6 az OTP Bank Liga 8. fordulójában, 2023.09.30.,és Puskás Akadémia ellen idegenben 1–6 az OTP Bank Liga 21. fordulójában, 2024.02.18. | 7 gól, Gesztely ellen 6–1 idegenben a MOL Magyar Kupa 3. fordulójában, 2023. 09. 17.,Bajnokságban: Ferencváros ellen idegenben 1–6 az OTP Bank Liga 8. fordulójában, 2023.09.30.,és Puskás Akadémia ellen idegenben 1–6 az OTP Bank Liga 21. fordulójában, 2024.02.18. | 7 gól, Gesztely ellen 6–1 idegenben a MOL Magyar Kupa 3. fordulójában, 2023. 09. 17.,Bajnokságban: Ferencváros ellen idegenben 1–6 az OTP Bank Liga 8. fordulójában, 2023.09.30.,és Puskás Akadémia ellen idegenben 1–6 az OTP Bank Liga 21. fordulójában, 2024.02.18. |
| Legnagyobb győzelem hazai pályán          | 3 gólos, Újpest ellen 3–0 az OTP Bank Liga 18. fordulójában, 2024. 02. 02. | 3 gólos, Újpest ellen 3–0 az OTP Bank Liga 18. fordulójában, 2024. 02. 02. | 3 gólos, Újpest ellen 3–0 az OTP Bank Liga 18. fordulójában, 2024. 02. 02. | |
| Legnagyobb vereség hazai pályán           | 5 gólos, Ferencváros ellen 1–6 az OTP Bank Liga 8. fordulójában, 2023. 09. 30.,és Puskás Akadémia ellen 0–5 az OTP Bank Liga 10. fordulójában, 2023. 10. 22. | 5 gólos, Ferencváros ellen 1–6 az OTP Bank Liga 8. fordulójában, 2023. 09. 30.,és Puskás Akadémia ellen 0–5 az OTP Bank Liga 10. fordulójában, 2023. 10. 22. | 5 gólos, Ferencváros ellen 1–6 az OTP Bank Liga 8. fordulójában, 2023. 09. 30.,és Puskás Akadémia ellen 0–5 az OTP Bank Liga 10. fordulójában, 2023. 10. 22. | |
| Legnagyobb győzelem idegenben             | 5 gólos, Gesztely ellen 6–1 a MOL Magyar Kupa 3. fordulójában, 2023. 09. 17.,Bajnokságban: 2 gólos, Debrecen ellen 3–1 OTP Bank Liga 5. fordulójában, 2023. 08. 27.,és Újpest ellen 2–0 OTP Bank Liga 7. fordulójában, 2023. 09. 23.                                   | 5 gólos, Gesztely ellen 6–1 a MOL Magyar Kupa 3. fordulójában, 2023. 09. 17.,Bajnokságban: 2 gólos, Debrecen ellen 3–1 OTP Bank Liga 5. fordulójában, 2023. 08. 27.,és Újpest ellen 2–0 OTP Bank Liga 7. fordulójában, 2023. 09. 23.                                   | 5 gólos, Gesztely ellen 6–1 a MOL Magyar Kupa 3. fordulójában, 2023. 09. 17.,Bajnokságban: 2 gólos, Debrecen ellen 3–1 OTP Bank Liga 5. fordulójában, 2023. 08. 27.,és Újpest ellen 2–0 OTP Bank Liga 7. fordulójában, 2023. 09. 23.                                   | |
| Legnagyobb vereség idegenben              | 5 gólos, Puskás Akadémia ellen 1–6 OTP Bank Liga 21. fordulójában, 2024. 02. 18. | 5 gólos, Puskás Akadémia ellen 1–6 OTP Bank Liga 21. fordulójában, 2024. 02. 18. | 5 gólos, Puskás Akadémia ellen 1–6 OTP Bank Liga 21. fordulójában, 2024. 02. 18. | |
| Veretlenségi sorozat a bajnokságban       | 6 mérkőzés, 2024. 03. 10-től (Zalaegerszeg–MTK Budapest 2–0) 2024.04.21-ig (Újpest–MTK Budapest 1–2) | 6 mérkőzés, 2024. 03. 10-től (Zalaegerszeg–MTK Budapest 2–0) 2024.04.21-ig (Újpest–MTK Budapest 1–2) | 6 mérkőzés, 2024. 03. 10-től (Zalaegerszeg–MTK Budapest 2–0) 2024.04.21-ig (Újpest–MTK Budapest 1–2) | |
| Nyeretlenségi sorozat a bajnokságban      | 5 mérkőzés, 2023. 09. 30-tól (MTK Budapest–Ferencváros 1–6) 2023.11.05-ig (Paks–MTK Budapest 0–0) | 5 mérkőzés, 2023. 09. 30-tól (MTK Budapest–Ferencváros 1–6) 2023.11.05-ig (Paks–MTK Budapest 0–0) | 5 mérkőzés, 2023. 09. 30-tól (MTK Budapest–Ferencváros 1–6) 2023.11.05-ig (Paks–MTK Budapest 0–0) | |
| Bajnoki pontok száma (csak OTP Bank Liga) | 44 pont a megszerezhető 99 pontból (44,4%) | 44 pont a megszerezhető 99 pontból (44,4%) | – | |

### Összesítés kiírások szerint
A felkészülési mérkőzéseket nem vettük figyelembe.
Dőlttel a jelenleg még le nem zárult kiírás(oka)t illetve az abban elért helyezést jelöltük.
| Kiírás      | Statisztikák | Statisztikák | Statisztikák | Statisztikák | Statisztikák | Statisztikák | Statisztikák | Statisztikák | Statisztikák | Statisztikák | Kezdőforduló/helyezés | Végsőforduló/helyezés | Mérkőzések dátumai | Mérkőzések dátumai | Mérkőzések dátumai |
| Kiírás      | M            | GY           | D            | V            | SzG–KG       | GK           | ÖG           | SzGÁ         | KGÁ          | ÖGÁ          | Kezdőforduló/helyezés | Végsőforduló/helyezés | Első               | Utolsó             | Következő          |
| ----------- | ------------ | ------------ | ------------ | ------------ | ------------ | ------------ | ------------ | ------------ | ------------ | ------------ | --------------------- | --------------------- | ------------------ | ------------------ | ------------------ |
| Bajnokság   | 33           | 12           | 08           | 13           | 43–62        | –19          | 105          | 1,30         | 1,88         | 3,18         | 6.                    | 8.                    | 2023.07.28.        | 2024.05.17.        | —                  |
| Magyar Kupa | 04           | 03           | 0            | 01           | 15–04        | +11          | 019          | 3,75         | 1,00         | 4,75         | 3. ford.              | Negyeddöntő           | 2023.09.17.        | 2024.04.02.        | —                  |
| Összesen    | 37           | 15           | 08           | 14           | 58–66        | 0–8          | 124          | 1,57         | 1,78         | 3,35         |                       |                       |                    |                    |                    |
| Hazai       | 17           | 07           | 04           | 06           | 22–28        | 0–6          | 050          | 1,29         | 1,65         | 2,94         |                       |                       |                    |                    |                    |
| Idegenben   | 20           | 08           | 04           | 08           | 36–38        | 0–2          | 074          | 1,80         | 1,90         | 3,70         |                       |                       |                    |                    |                    |

### Gólok statisztikái

#### Gólszerzők a szezonban
A táblázatban csak azokat az MTK Budapest FC játékosokat tüntettük fel, akik a szezon során legalább egy gólt szereztek bármelyik kiírásban.
A felkészülési mérkőzéseket nem vettük figyelembe.
A táblázat elején a több gólt elérő játékosokat tüntettük fel (az összes kiírást tekintve).
Egy-egy mérkőzés részletei a forduló sorszámára kattintva nézhető meg.
A játékos neve alatti   sötétszürke szín   azon játékosnál látható, aki már nem tagja a keretnek és nála a statisztika az utolsó pályára lépése idején mutatott állapotot mutatja.
| Játékos                            | Összeskiírásban                    | Összeskiírásban                    | Összeskiírásban                    | OTP Bank Liga                      | OTP Bank Liga                      | OTP Bank Liga                      | OTP Bank Liga | OTP Bank Liga | OTP Bank Liga | OTP Bank Liga | OTP Bank Liga | OTP Bank Liga | OTP Bank Liga | OTP Bank Liga | OTP Bank Liga | OTP Bank Liga | OTP Bank Liga | OTP Bank Liga | OTP Bank Liga | OTP Bank Liga | OTP Bank Liga | OTP Bank Liga | OTP Bank Liga | OTP Bank Liga | OTP Bank Liga | OTP Bank Liga | OTP Bank Liga | OTP Bank Liga | OTP Bank Liga | OTP Bank Liga | OTP Bank Liga | OTP Bank Liga | OTP Bank Liga | OTP Bank Liga | OTP Bank Liga | OTP Bank Liga | OTP Bank Liga | OTP Bank Liga | OTP Bank Liga | MOL Magyar Kupa | MOL Magyar Kupa | MOL Magyar Kupa | MOL Magyar Kupa | MOL Magyar Kupa | MOL Magyar Kupa | MOL Magyar Kupa |
| Játékos                            | Összeskiírásban                    | Összeskiírásban                    | Összeskiírásban                    | Gólok                              | Gólok                              | Gólok                              | 1             | 2             | 3             | 4             | 5             | 6             | 7             | 8             | 9             | 10            | 11            | 12            | 13            | 14            | 15            | 16            | 17            | 18            | 19            | 20            | 21            | 22            | 23            | 24            | 25            | 26            | 27            | 28            | 29            | 30            | 31            | 32            | 33            | Gólok           | Gólok           | Gólok           | 3f              | 4f              | 8d              | 4d              |
| Játékos                            | Gól                                | 11                                 | öngól                              | Gól                                | 11                                 | öngól                              | h             | v             | h             | h             | v             | h             | v             | h             | v             | h             | v             | v             | h             | v             | v             | h             | v             | h             | v             | h             | v             | h             | h             | v             | h             | h             | v             | h             | v             | h             | v             | h             | v             | Gól             | 11              | öngól           | v               | v               | v               | v               |
| ---------------------------------- | ---------------------------------- | ---------------------------------- | ---------------------------------- | ---------------------------------- | ---------------------------------- | ---------------------------------- | ------------- | ------------- | ------------- | ------------- | ------------- | ------------- | ------------- | ------------- | ------------- | ------------- | ------------- | ------------- | ------------- | ------------- | ------------- | ------------- | ------------- | ------------- | ------------- | ------------- | ------------- | ------------- | ------------- | ------------- | ------------- | ------------- | ------------- | ------------- | ------------- | ------------- | ------------- | ------------- | ------------- | --------------- | --------------- | --------------- | --------------- | --------------- | --------------- | --------------- |
| Bognár I.                          | 10                                 | 1                                  | 0                                  | 9                                  | 1                                  | 0                                  |               |               |               |               | Gól           | Gól           | Gól           | Gól           |               |               |               |               |               |               |               |               |               |               | Gól           |               |               |               |               | Gól · Gól     | gól           |               |               | Gól           |               |               |               |               |               | 1               | 0               | 0               |                 |                 |                 | Gól             |
| Németh K.                          | 8                                  | 0                                  | 0                                  | 8                                  | 0                                  | 0                                  | Gól           | Gól           |               |               | Gól           |               | Gól           |               |               |               |               |               |               |               |               |               |               |               |               |               |               | Gól · Gól     |               |               |               |               |               |               |               | Gól           |               |               | Gól           | 0               | 0               | 0               |                 |                 |                 |                 |
| Molnár R.                          | 6                                  | 0                                  | 0                                  | 3                                  | 0                                  | 0                                  |               |               |               |               |               |               |               |               |               |               |               |               |               |               |               |               |               |               |               |               | Gól           |               |               |               | Gól           | Gól           |               |               |               |               |               |               |               | 3               | 0               | 0               | Gól · Gól · Gól |                 |                 |                 |
| Antonov                            | 5                                  | 2                                  | 0                                  | 3                                  | 2                                  | 0                                  |               |               |               |               |               |               |               |               |               |               |               |               |               |               | gól · gól     |               | Gól           |               |               |               |               |               |               |               |               |               |               |               |               |               |               |               |               | 2               | 0               | 0               |                 | Gól             | Gól             |                 |
| Jurina                             | 5                                  | 0                                  | 0                                  | 3                                  | 0                                  | 0                                  |               |               |               |               |               |               |               |               |               |               |               |               |               |               |               |               |               | Gól           |               |               |               |               |               |               |               |               |               |               | Gól · Gól     |               |               |               |               | 2               | 0               | 0               |                 |                 | Gól · Gól       |                 |
| Stieber                            | 5                                  | 0                                  | 0                                  | 3                                  | 0                                  | 0                                  |               |               |               |               |               |               |               |               |               |               |               |               |               | Gól           |               | Gól           | Gól           |               |               |               |               |               |               |               |               |               |               |               |               |               |               |               |               | 2               | 0               | 0               | Gól             | Gól             |                 |                 |
| Hej                                | 4                                  | 0                                  | 0                                  | 3                                  | 0                                  | 0                                  |               |               |               | Gól           |               |               |               |               |               |               |               |               |               |               |               |               |               | Gól           |               |               |               |               |               |               |               | Gól           |               |               |               |               |               |               |               | 1               | 0               | 0               |                 |                 |                 | Gól             |
| Kovács P.                          | 3                                  | 0                                  | 0                                  | 0                                  | 0                                  | 0                                  |               |               |               |               |               |               |               |               |               |               |               |               |               |               |               |               |               |               |               |               |               |               |               |               |               |               |               |               |               |               |               |               |               | 3               | 0               | 0               | Gól · Gól       | Gól             |                 |                 |
| Kocsis G.                          | 2                                  | 0                                  | 0                                  | 2                                  | 0                                  | 0                                  |               |               |               |               |               |               |               |               |               |               |               |               | Gól           |               |               |               |               | Gól           |               |               |               |               |               |               |               |               |               |               |               |               |               |               |               | 0               | 0               | 0               |                 |                 |                 |                 |
| Thiam                              | 2                                  | 0                                  | 0                                  | 2                                  | 0                                  | 0                                  |               |               |               |               |               |               |               |               |               |               |               |               | Gól           |               |               | Gól           |               |               |               |               |               |               |               |               |               |               |               |               |               |               |               |               |               | 0               | 0               | 0               |                 |                 |                 |                 |
| Bobál                              | 1                                  | 0                                  | 0                                  | 1                                  | 0                                  | 0                                  |               |               |               |               | Gól           |               |               |               |               |               |               |               |               |               |               |               |               |               |               |               |               |               |               |               |               |               |               |               |               |               |               |               |               | 0               | 0               | 0               |                 |                 |                 |                 |
| Horváth A.                         | 1                                  | 0                                  | 0                                  | 1                                  | 0                                  | 0                                  |               |               |               |               |               |               |               |               |               |               |               |               |               |               |               |               |               |               |               |               |               |               |               |               |               |               | Gól           |               |               |               |               |               |               | 0               | 0               | 0               |                 |                 |                 |                 |
| Kata                               | 1                                  | 0                                  | 0                                  | 1                                  | 0                                  | 0                                  |               |               |               |               |               | Gól           |               |               |               |               |               |               |               |               |               |               |               |               |               |               |               |               |               |               |               |               |               |               |               |               |               |               |               | 0               | 0               | 0               |                 |                 |                 |                 |
| Kosznovszky                        | 1                                  | 0                                  | 0                                  | 1                                  | 0                                  | 0                                  |               |               |               |               |               |               |               |               |               |               |               |               |               |               |               |               |               |               |               |               |               |               |               |               |               |               | Gól           |               |               |               |               |               |               | 0               | 0               | 0               |                 |                 |                 |                 |
| Nagy Zs.                           | 1                                  | 0                                  | 0                                  | 1                                  | 0                                  | 0                                  |               |               |               |               |               |               |               |               |               |               |               |               |               |               |               |               |               |               |               |               |               |               |               |               |               |               |               |               |               |               |               | Gól           |               | 0               | 0               | 0               |                 |                 |                 |                 |
| Varju                              | 1                                  | 0                                  | 0                                  | 1                                  | 0                                  | 0                                  |               |               |               |               |               |               |               |               |               |               |               |               |               |               |               |               |               |               |               |               |               | Gól           |               |               |               |               |               |               |               |               |               |               |               | 0               | 0               | 0               |                 |                 |                 |                 |
| Végh                               | 1                                  | 0                                  | 0                                  | 1                                  | 0                                  | 0                                  |               |               |               |               |               |               |               |               |               |               |               |               |               |               |               |               | Gól           |               |               |               |               |               |               |               |               |               |               |               |               |               |               |               |               | 0               | 0               | 0               |                 |                 |                 |                 |
| Zsóri                              | 1                                  | 0                                  | 0                                  | 0                                  | 0                                  | 0                                  |               |               |               |               |               |               |               |               |               |               |               |               |               |               |               |               |               |               |               |               |               |               |               |               |               |               |               |               |               |               |               |               |               | 1               | 0               | 0               |                 | Gól             |                 |                 |
| ellenfél                           | 0                                  | —                                  | —                                  | 0                                  | —                                  | —                                  |               |               |               |               |               |               |               |               |               |               |               |               |               |               |               |               |               |               |               |               |               |               |               |               |               |               |               |               |               |               |               |               |               | 0               | —               | —               |                 |                 |                 |                 |
| Összesen                           | 58                                 | 3                                  | 0                                  | 43                                 | 3                                  | 0                                  | 1             | 1             | 0             | 1             | 3             | 2             | 2             | 1             | 0             | 0             | 0             | 0             | 2             | 1             | 2             | 2             | 3             | 3             | 1             | 0             | 1             | 3             | 0             | 2             | 2             | 2             | 2             | 1             | 2             | 1             | 0             | 1             | 1             | 15              | 0               | 0               | 6               | 4               | 3               | 2               |
| OTP Bank Liga: őszi–tavaszi szezon | OTP Bank Liga: őszi–tavaszi szezon | OTP Bank Liga: őszi–tavaszi szezon | OTP Bank Liga: őszi–tavaszi szezon | OTP Bank Liga: őszi–tavaszi szezon | OTP Bank Liga: őszi–tavaszi szezon | OTP Bank Liga: őszi–tavaszi szezon | 21            | 21            | 21            | 21            | 21            | 21            | 21            | 21            | 21            | 21            | 21            | 21            | 21            | 21            | 21            | 21            | 21            | 22            | 22            | 22            | 22            | 22            | 22            | 22            | 22            | 22            | 22            | 22            | 22            | 22            | 22            | 22            | 22            |                 |                 |                 |                 |                 |                 |                 |
| OTP Bank Liga: körök szerint       | OTP Bank Liga: körök szerint       | OTP Bank Liga: körök szerint       | OTP Bank Liga: körök szerint       | OTP Bank Liga: körök szerint       | OTP Bank Liga: körök szerint       | OTP Bank Liga: körök szerint       | 11            | 11            | 11            | 11            | 11            | 11            | 11            | 11            | 11            | 11            | 11            | 18            | 18            | 18            | 18            | 18            | 18            | 18            | 18            | 18            | 18            | 18            | 14            | 14            | 14            | 14            | 14            | 14            | 14            | 14            | 14            | 14            | 14            |                 |                 |                 |                 |                 |                 |                 |

Jelmagyarázat: : büntetőgól; : öngól alatt a játékos által az ellenfél javára rúgott öngólt értjük;
Helyszín: h = hazai pályán; v = vendégként; s = semleges helyszínen; A vörös színű vonal jelzi az őszi és a tavaszi szezon váltását;
Magyar Kupa: 3f = 3. forduló; 4f = 4. forduló; 8d = nyolcaddöntő; 4d = negyeddöntő; ed = elődöntő; d = döntő;

#### Egy mérkőzésen kettő vagy több gólt szerző játékosok
A végeredmény az MTK Budapest FC szemszögéből értendő.
| Játékos          | Dátum       | Forduló                       | Ellenfél                    | Végeredmény | A játékos góljainak száma |
| ---------------- | ----------- | ----------------------------- | --------------------------- | ----------- | ------------------------- |
| Molnár Rajmund   | 2023.09.17. | MOL Magyar Kupa, 3. forduló   | Gesztely FC Sport-Bau (v)   | 6–1         | Gól · Gól · Gól           |
| Kovács Patrik    | 2023.09.17. | MOL Magyar Kupa, 3. forduló   | Gesztely FC Sport-Bau (v)   | 6–1         | Gól · Gól                 |
| Nemanja Antonov  | 2023.12.02. | OTP Bank Liga, 15. forduló    | Kecskemét (v)               | 2–1         | gól · gól                 |
| Németh Krisztián | 2024.02.23. | OTP Bank Liga, 22. forduló    | Mezőkövesd (h)              | 3–1         | Gól · Gól                 |
| Marin Jurina     | 2024.02.28. | MOL Magyar Kupa, nyolcaddöntő | HR-Rent Kozármisleny FC (v) | 3–0         | Gól · Gól                 |
| Bognár István    | 2024.03.10. | OTP Bank Liga, 24. forduló    | Zalaegerszeg (v)            | 2–2         | Gól · Gól                 |
| Marin Jurina     | 2024.04.21. | OTP Bank Liga, 29. forduló    | Újpest (v)                  | 2–1         | Gól · Gól                 |

Jelmagyarázat: Helyszín: h = hazai pályán; v = vendégként; : büntetőgól

### Sárga/piros lapok és eltiltások a szezonban
Csak azokat a játékosokat tüntettük fel a táblázatban, akik a szezon során legalább egy figyelmeztetést kaptak bármelyik kiírásban.
A játékosok vezetéknevének abc-sorrendje szerint.
A játékos neve alatti   sötétszürke szín   azon játékosnál látható, aki már nem tagja a keretnek és nála a statisztika az utolsó pályára lépése idején mutatott állapotot mutatja.
Egy-egy mérkőzés részletei a forduló sorszámára kattintva nézhető meg.
A felkészülési mérkőzéseket nem vettük figyelembe.
| Játékos                                        | Összeskiírásban                                | Összeskiírásban                                | Összeskiírásban                                | Összeskiírásban                                | Összeskiírásban                                | OTP Bank Liga                                  | OTP Bank Liga                                  | OTP Bank Liga                                  | OTP Bank Liga                                  | OTP Bank Liga                                  | OTP Bank Liga | OTP Bank Liga | OTP Bank Liga | OTP Bank Liga | OTP Bank Liga | OTP Bank Liga | OTP Bank Liga | OTP Bank Liga | OTP Bank Liga                        | OTP Bank Liga | OTP Bank Liga | OTP Bank Liga | OTP Bank Liga | OTP Bank Liga | OTP Bank Liga | OTP Bank Liga | OTP Bank Liga | OTP Bank Liga | OTP Bank Liga | OTP Bank Liga | OTP Bank Liga | OTP Bank Liga | OTP Bank Liga | OTP Bank Liga | OTP Bank Liga | OTP Bank Liga | OTP Bank Liga | OTP Bank Liga | OTP Bank Liga | OTP Bank Liga | OTP Bank Liga | OTP Bank Liga | OTP Bank Liga | MOL Magyar Kupa  | MOL Magyar Kupa  | MOL Magyar Kupa  | MOL Magyar Kupa  | MOL Magyar Kupa  | MOL Magyar Kupa | MOL Magyar Kupa | MOL Magyar Kupa | MOL Magyar Kupa |
| Játékos                                        | Összeskiírásban                                | Összeskiírásban                                | Összeskiírásban                                | Összeskiírásban                                | Összeskiírásban                                | Figyelmeztetések                               | Figyelmeztetések                               | Figyelmeztetések                               | Figyelmeztetések                               | Figyelmeztetések                               | 1             | 2             | 3             | 4             | 5             | 6             | 7             | 8             | 9                                    | 10            | 11            | 12            | 13            | 14            | 15            | 16            | 17            | 18            | 19            | 20            | 21            | 22            | 23            | 24            | 25            | 26            | 27            | 28            | 29            | 30            | 31            | 32            | 33            | Figyelmeztetések | Figyelmeztetések | Figyelmeztetések | Figyelmeztetések | Figyelmeztetések | 3f              | 4f              | 8d              | 4d              |
| Játékos                                        | Σ                                              |                                                |                                                |                                                | KM                                             | Σ                                              |                                                |                                                |                                                | KM                                             | h             | v             | h             | h             | v             | h             | v             | h             | v                                    | h             | v             | v             | h             | v             | v             | h             | v             | h             | v             | h             | v             | h             | h             | v             | h             | h             | v             | h             | v             | h             | v             | h             | v             | Σ                |                  |                  |                  | KM               | v               | v               | v               | v               |
| ---------------------------------------------- | ---------------------------------------------- | ---------------------------------------------- | ---------------------------------------------- | ---------------------------------------------- | ---------------------------------------------- | ---------------------------------------------- | ---------------------------------------------- | ---------------------------------------------- | ---------------------------------------------- | ---------------------------------------------- | ------------- | ------------- | ------------- | ------------- | ------------- | ------------- | ------------- | ------------- | ------------------------------------ | ------------- | ------------- | ------------- | ------------- | ------------- | ------------- | ------------- | ------------- | ------------- | ------------- | ------------- | ------------- | ------------- | ------------- | ------------- | ------------- | ------------- | ------------- | ------------- | ------------- | ------------- | ------------- | ------------- | ------------- | ---------------- | ---------------- | ---------------- | ---------------- | ---------------- | --------------- | --------------- | --------------- | --------------- |
| Antonov                                        | 3                                              | 3                                              | 0                                              | 0                                              | 0                                              | 3                                              | 3                                              | 0                                              | 0                                              | 0                                              |               |               |               |               |               |               |               |               |                                      |               |               |               |               | Sárga lap     |               |               |               |               |               |               |               | Sárga lap     |               |               |               |               |               |               |               | Sárga lap     |               |               |               | 0                | 0                | 0                | 0                | 0                |                 |                 |                 |                 |
| Bobál                                          | 2                                              | 2                                              | 0                                              | 0                                              | 0                                              | 2                                              | 2                                              | 0                                              | 0                                              | 0                                              | Sárga lap     |               |               |               | Sárga lap     |               |               |               |                                      |               |               |               |               |               |               |               |               |               |               |               |               |               |               |               |               |               |               |               |               |               |               |               |               | 0                | 0                | 0                | 0                | 0                |                 |                 |                 |                 |
| Bognár I.                                      | 4                                              | 4                                              | 0                                              | 0                                              | 0                                              | 4                                              | 4                                              | 0                                              | 0                                              | 0                                              |               |               |               |               |               |               |               |               |                                      |               | Sárga lap     | Sárga lap     |               |               | Sárga lap     |               |               |               |               |               |               |               |               |               |               |               |               |               |               |               |               | Sárga lap     |               | 0                | 0                | 0                | 0                | 0                |                 |                 |                 |                 |
| Hej                                            | 10                                             | 10                                             | 0                                              | 0                                              | 1                                              | 10                                             | 10                                             | 0                                              | 0                                              | 1                                              | Sárga lap     |               |               |               | Sárga lap     | Sárga lap     |               |               |                                      |               | Sárga lap     |               |               |               | Sárga lap     | X             |               |               |               | Sárga lap     | Sárga lap     |               | Sárga lap     |               |               |               | Sárga lap     |               |               |               |               |               | Sárga lap     | 0                | 0                | 0                | 0                | 0                |                 |                 |                 |                 |
| Horváth A.                                     | 2                                              | 2                                              | 0                                              | 0                                              | 0                                              | 2                                              | 2                                              | 0                                              | 0                                              | 0                                              |               |               |               | Sárga lap     |               |               |               |               |                                      |               |               |               |               |               |               |               |               |               |               |               |               |               |               |               |               |               |               |               |               |               |               |               | Sárga lap     | 0                | 0                | 0                | 0                | 0                |                 |                 |                 |                 |
| Jurina                                         | 5                                              | 5                                              | 0                                              | 0                                              | 0                                              | 4                                              | 4                                              | 0                                              | 0                                              | 0                                              |               |               |               |               |               |               |               |               |                                      |               |               |               |               |               |               |               |               |               |               |               |               |               |               |               | Sárga lap     |               | Sárga lap     |               | Sárga lap     |               |               |               | Sárga lap     | 1                | 1                | 0                | 0                | 0                |                 |                 | Sárga lap       |                 |
| Kata                                           | 8                                              | 8                                              | 0                                              | 1                                              | 1                                              | 8                                              | 8                                              | 0                                              | 0                                              | 1                                              | Sárga lap     |               |               | Sárga lap     |               |               | Sárga lap     | Sárga lap     |                                      |               |               | Sárga lap     | X             |               |               |               |               |               |               | Sárga lap     |               |               | Sárga lap     |               |               |               |               |               |               | Sárga lap     |               |               |               | 0                | 0                | 0                | 0                | 0                |                 |                 |                 |                 |
| Kádár                                          | 5                                              | 3                                              | 0                                              | 2                                              | 2                                              | 5                                              | 3                                              | 0                                              | 2                                              | 2                                              |               | Sárga lap     |               |               | Sárga lap     |               |               |               | kiállítva                            | X             |               |               |               |               |               |               |               |               |               |               |               |               |               |               |               |               |               |               | Sárga lap     |               | kiállítva     | X             |               | 0                | 0                | 0                | 0                | 0                |                 |                 |                 |                 |
| Kocsis G.                                      | 4                                              | 4                                              | 0                                              | 0                                              | 0                                              | 4                                              | 4                                              | 0                                              | 0                                              | 0                                              |               |               |               |               |               |               |               |               |                                      |               |               |               |               |               |               |               | Sárga lap     |               |               |               |               |               |               |               |               |               | Sárga lap     | Sárga lap     |               | Sárga lap     |               |               |               | 0                | 0                | 0                | 0                | 0                |                 |                 |                 |                 |
| Kosznovszky                                    | 3                                              | 3                                              | 0                                              | 0                                              | 0                                              | 3                                              | 3                                              | 0                                              | 0                                              | 0                                              |               | Sárga lap     |               |               |               |               |               |               |                                      |               | Sárga lap     |               |               | Sárga lap     |               |               |               |               |               |               |               |               |               |               |               |               |               |               |               |               |               |               |               | 0                | 0                | 0                | 0                | 0                |                 |                 |                 |                 |
| Kovács M.                                      | 1                                              | 1                                              | 0                                              | 0                                              | 0                                              | 1                                              | 1                                              | 0                                              | 0                                              | 0                                              |               |               |               |               |               |               |               |               |                                      |               |               |               | Sárga lap     |               |               |               |               |               |               |               |               |               |               |               |               |               |               |               |               |               |               |               |               | 0                | 0                | 0                | 0                | 0                |                 |                 |                 |                 |
| Kovács P.                                      | 3                                              | 3                                              | 0                                              | 0                                              | 0                                              | 2                                              | 2                                              | 0                                              | 0                                              | 0                                              |               |               |               |               |               |               |               |               |                                      |               |               |               |               |               |               |               |               |               |               |               |               |               |               |               |               |               |               | Sárga lap     | Sárga lap     |               |               |               |               | 1                | 1                | 0                | 0                | 0                |                 |                 |                 | Sárga lap       |
| Molnár R.                                      | 2                                              | 2                                              | 0                                              | 0                                              | 0                                              | 2                                              | 2                                              | 0                                              | 0                                              | 0                                              |               |               |               |               |               |               |               |               |                                      |               |               |               |               |               |               |               |               |               |               |               |               |               |               | Sárga lap     |               | Sárga lap     |               |               |               |               |               |               |               | 0                | 0                | 0                | 0                | 0                |                 |                 |                 |                 |
| Nagy Zs.                                       | 1                                              | 1                                              | 0                                              | 0                                              | 0                                              | 1                                              | 1                                              | 0                                              | 0                                              | 0                                              |               |               |               |               |               |               |               |               |                                      |               |               |               |               |               |               |               |               |               |               |               |               |               |               |               |               |               | Sárga lap     |               |               |               |               |               |               | 0                | 0                | 0                | 0                | 0                |                 |                 |                 |                 |
| Németh K.                                      | 3                                              | 3                                              | 0                                              | 0                                              | 0                                              | 3                                              | 3                                              | 0                                              | 0                                              | 0                                              |               |               |               |               |               |               |               |               |                                      |               |               |               |               |               | Sárga lap     |               |               | Sárga lap     |               |               |               |               |               |               |               |               |               |               |               | Sárga lap     |               |               |               | 0                | 0                | 0                | 0                | 0                |                 |                 |                 |                 |
| Špalek                                         | 1                                              | 1                                              | 0                                              | 0                                              | 0                                              | 1                                              | 1                                              | 0                                              | 0                                              | 0                                              |               |               |               |               |               |               |               |               |                                      |               |               |               |               |               |               |               |               |               | Sárga lap     |               |               |               |               |               |               |               |               |               |               |               |               |               |               | 0                | 0                | 0                | 0                | 0                |                 |                 |                 |                 |
| Stieber                                        | 2                                              | 2                                              | 0                                              | 0                                              | 0                                              | 2                                              | 2                                              | 0                                              | 0                                              | 0                                              |               |               |               |               |               |               |               |               |                                      | Sárga lap     |               |               |               | Sárga lap     |               |               |               |               |               |               |               |               |               |               |               |               |               |               |               |               |               |               |               | 0                | 0                | 0                | 0                | 0                |                 |                 |                 |                 |
| Thiam                                          | 3                                              | 2                                              | 1                                              | 0                                              | 1                                              | 2                                              | 1                                              | 1                                              | 0                                              | 1                                              |               |               |               |               |               |               |               |               | sárga lap · 2. sárga lap · kiállítva | X             |               |               |               |               | Sárga lap     |               |               |               |               |               |               |               |               |               |               |               |               |               |               |               |               |               |               | 1                | 1                | 0                | 0                | 0                |                 |                 | Sárga lap       |                 |
| Varju                                          | 5                                              | 5                                              | 0                                              | 0                                              | 0                                              | 5                                              | 5                                              | 0                                              | 0                                              | 0                                              |               |               |               |               |               |               |               |               |                                      |               |               |               |               |               | Sárga lap     |               | Sárga lap     |               |               |               |               |               |               | Sárga lap     |               |               | Sárga lap     |               |               |               |               |               | Sárga lap     | 0                | 0                | 0                | 0                | 0                |                 |                 |                 |                 |
| Végh                                           | 3                                              | 2                                              | 0                                              | 1                                              | 1                                              | 3                                              | 2                                              | 0                                              | 1                                              | 1                                              |               |               |               |               |               |               | Sárga lap     |               |                                      |               |               |               |               |               | Sárga lap     |               |               |               |               |               | kiállítva     | X             |               |               |               |               |               |               |               |               |               |               |               | 0                | 0                | 0                | 0                | 0                |                 |                 |                 |                 |
| Zsóri                                          | 3                                              | 3                                              | 0                                              | 0                                              | 0                                              | 3                                              | 3                                              | 0                                              | 0                                              | 0                                              |               | Sárga lap     |               | Sárga lap     |               | Sárga lap     |               |               |                                      |               |               |               |               |               |               |               |               |               |               |               |               |               |               |               |               |               |               |               |               |               |               |               |               | 0                | 0                | 0                | 0                | 0                |                 |                 |                 |                 |
| Összesen                                       | 73                                             | 69                                             | 1                                              | 3                                              | 6                                              | 70                                             | 66                                             | 1                                              | 3                                              | 6                                              | 3             | 3             | 0             | 3             | 3             | 2             | 2             | 1             | 2                                    | 1             | 3             | 2             | 1             | 3             | 6             | 0             | 2             | 1             | 1             | 2             | 2             | 1             | 2             | 2             | 1             | 1             | 5             | 2             | 3             | 4             | 1             | 1             | 4             | 3                | 3                | 0                | 0                | 0                | 0               | 0               | 2               | 1               |
| OTP Bank Ligában – öszi–tavaszi szezon szerint | OTP Bank Ligában – öszi–tavaszi szezon szerint | OTP Bank Ligában – öszi–tavaszi szezon szerint | OTP Bank Ligában – öszi–tavaszi szezon szerint | OTP Bank Ligában – öszi–tavaszi szezon szerint | OTP Bank Ligában – öszi–tavaszi szezon szerint | OTP Bank Ligában – öszi–tavaszi szezon szerint | OTP Bank Ligában – öszi–tavaszi szezon szerint | OTP Bank Ligában – öszi–tavaszi szezon szerint | OTP Bank Ligában – öszi–tavaszi szezon szerint | OTP Bank Ligában – öszi–tavaszi szezon szerint | 37            | 37            | 37            | 37            | 37            | 37            | 37            | 37            | 37                                   | 37            | 37            | 37            | 37            | 37            | 37            | 37            | 37            | 33            | 33            | 33            | 33            | 33            | 33            | 33            | 33            | 33            | 33            | 33            | 33            | 33            | 33            | 33            | 33            |                  |                  |                  |                  |                  |                 |                 |                 |                 |
| OTP Bank Ligában – körök szerint               | OTP Bank Ligában – körök szerint               | OTP Bank Ligában – körök szerint               | OTP Bank Ligában – körök szerint               | OTP Bank Ligában – körök szerint               | OTP Bank Ligában – körök szerint               | OTP Bank Ligában – körök szerint               | OTP Bank Ligában – körök szerint               | OTP Bank Ligában – körök szerint               | OTP Bank Ligában – körök szerint               | OTP Bank Ligában – körök szerint               | 23            | 23            | 23            | 23            | 23            | 23            | 23            | 23            | 23                                   | 23            | 23            | 21            | 21            | 21            | 21            | 21            | 21            | 21            | 21            | 21            | 21            | 21            | 26            | 26            | 26            | 26            | 26            | 26            | 26            | 26            | 26            | 26            | 26            |                  |                  |                  |                  |                  |                 |                 |                 |                 |

Jelmagyarázat: Helyszín: h = hazai pályán; v = vendégként; s = semleges helyszínen; A vörös színű vonal jelzi az őszi és a tavaszi szezon váltását;
Magyar Kupa: 3f = 3. forduló; 4f = 4. forduló; 8d = nyolcaddöntő; 4d = negyeddöntő; ed = elődöntő; d = döntő;
Σ = összes sárga ill. piros lap;  = sárga lapos figyelmeztetés;  = egy mérkőzésen 2 sárga lap utáni azonnali kiállítás;  = piros lapos figyelmeztetés, azonnali kiállítás;
X = eltiltás miatt kihagyott mérkőzés; KM = eltiltás miatt kihagyott mérkőzések száma;
Bajnoki sárga lapos figyelmeztetések következménye: a labdarúgó az OTP Bank Ligában az 5. sárga lapos figyelmeztetését követően a soron következő egy bajnoki mérkőzésen nem rendelkezik játékjogosultsággal (eltiltás).
h.m.: halasztott mérkőzés.

### Nézőszámok
A felkészülési mérkőzéseket nem vettük figyelembe.
Egy-egy mérkőzést részletesen is megnézhet, ha a Kiírás, forduló oszlopban található, az adott mérkőzést jelző leírásra kattint.
      OTP Bank Liga
      MOL Magyar Kupa
      Bajnokok ligája
      Konferencia Liga

#### Hazai mérkőzések
Az alábbi táblázatban az MTK Budapest FC aktuális szezonjának hazai mérkőzéseinek nézőszámai szerepelnek.
A legmagasabb nézőszámot (minden kiírást tekintve)   arany szín   jelöli.
A Hidegkuti Nándor Stadion teljes kapacitása: 5.014 néző.
| Időpont       | Kiírás, forduló            | Ellenfél                   | Nézőszám  | Helyszín                 | Összes férőhely % |
| 2023.07.28.   | OTP Bank Liga, 1. forduló  | Paks                       | 02.223 fő | Hidegkuti Nándor Stadion | 44,3%             |
| 2023.08.11.   | OTP Bank Liga, 3. forduló  | Kisvárda                   | 01.979 fő | Hidegkuti Nándor Stadion | 39,5%             |
| 2023.08.19.   | OTP Bank Liga, 4. forduló  | Debrecen                   | 02.319 fő | Hidegkuti Nándor Stadion | 46,2%             |
| 2023.09.02.   | OTP Bank Liga, 6. forduló  | Diósgyőr                   | 03.679 fő | Hidegkuti Nándor Stadion | 73,4%             |
| 2023.09.30.   | OTP Bank Liga, 8. forduló  | Ferencváros                | 05.322 fő | Hidegkuti Nándor Stadion | 100,0%            |
| 2023.10.22.   | OTP Bank Liga, 10. forduló | Puskás Akadémia            | 02.625 fő | Hidegkuti Nándor Stadion | 52,3%             |
| 2023.11.10.   | OTP Bank Liga, 13. forduló | Zalaegerszeg               | 01.923 fő | Hidegkuti Nándor Stadion | 38,3%             |
| 2023.12.09.   | OTP Bank Liga, 16. forduló | Debrecen                   | 02.021 fő | Hidegkuti Nándor Stadion | 40,3%             |
| 2024.02.02.   | OTP Bank Liga, 18. forduló | Újpest                     | 03.525 fő | Hidegkuti Nándor Stadion | 70,3%             |
| 2024.02.10.   | OTP Bank Liga, 20. forduló | Fehérvár                   | 02.839 fő | Hidegkuti Nándor Stadion | 56,6%             |
| 2024.02.16.   | OTP Bank Liga, 22. forduló | Mezőkövesd                 | 01.734 fő | Hidegkuti Nándor Stadion | 34,6%             |
| 2024.03.03.   | OTP Bank Liga, 23. forduló | Paks                       | 02.483 fő | Hidegkuti Nándor Stadion | 49,5%             |
| 2024.03.17.   | OTP Bank Liga, 25. forduló | Kisvárda                   | 01.938 fő | Hidegkuti Nándor Stadion | 38,6%             |
| 2024.03.30.   | OTP Bank Liga, 26. forduló | Kecskemét                  | 02.228 fő | Hidegkuti Nándor Stadion | 44,4%             |
| 2024.04.14.   | OTP Bank Liga, 28. forduló | Diósgyőr                   | 03.739 fő | Hidegkuti Nándor Stadion | 74,6%             |
| 2024.04.28.   | OTP Bank Liga, 30. forduló | Ferencváros                | 04.638 fő | Hidegkuti Nándor Stadion | 92,5%             |
| 2024.05.11.   | OTP Bank Liga, 32. forduló | Puskás Akadémia            | 02.562 fő | Hidegkuti Nándor Stadion | 51,1%             |
| Minden kiírás | 17 mérkőzés                | 17 mérkőzés                | 47.777 fő | átlag: 02.810 fő         | 56,1%             |
| Ebből         | 17 OTP Bank Liga mérkőzés  | 17 OTP Bank Liga mérkőzés  | 47.777 fő | átlag: 02.810 fő         | 56,1%             |
| Ebből         | 0 MOL Magyar Kupa mérkőzés | 0 MOL Magyar Kupa mérkőzés | —         | —                        | —                 |

Nézőszám fordulónként, idővonalon ábrázolva:

#### Idegenbeli mérkőzések
Az alábbi táblázatban az MTK Budapest FC aktuális szezonjának idegenbeli mérkőzéseinek nézőszámai szerepelnek.
| Időpont       | Kiírás, forduló            | Ellenfél                   | Nézőszám   | Stadion                       | Település        |
| 2023.08.06.   | OTP Bank Liga, 2. forduló  | Zalaegerszeg               | 01.823 fő  | ZTE Aréna                     | Zalaegerszeg     |
| 2023.08.27.   | OTP Bank Liga, 5. forduló  | Debrecen                   | 04.144 fő  | Nagyerdei stadion             | Debrecen         |
| 2023.09.17.   | Magyar Kupa, 3. forduló    | Gesztely                   | 01.500 fő  | Tóth-Zele József Sportközpont | Gesztely         |
| 2023.09.23.   | OTP Bank Liga, 7. forduló  | Újpest                     | 04.561 fő  | Szusza Ferenc Stadion         | Budapest         |
| 2023.10.08.   | OTP Bank Liga, 9. forduló  | Fehérvár                   | 03.136 fő  | Sóstói Stadion                | Budapest         |
| 2023.10.29.   | OTP Bank Liga, 11. forduló | Mezőkövesd                 | 01.791 fő  | Városi Stadion                | Mezőkövesd       |
| 2023.11.01.   | Magyar Kupa, 4. forduló    | Erzsébeti Spartacus MTK LE | 01.000 fő  | ESMTK Stadion                 | Budapest         |
| 2023.11.05.   | OTP Bank Liga, 12. forduló | Paks                       | 01.824 fő  | Fehérvári úti stadion         | Paks             |
| 2023.11.25.   | OTP Bank Liga, 14. forduló | Kisvárda                   | 01.890 fő  | Várkerti Stadion              | Kisvárda         |
| 2023.12.02.   | OTP Bank Liga, 15. forduló | Kecskemét                  | 01.824 fő  | Széktói Stadion               | Kecskemét        |
| 2023.12.16.   | OTP Bank Liga, 17. forduló | Diósgyőr                   | 03.412 fő  | DVTK-stadion                  | Miskolc          |
| 2024.02.06.   | OTP Bank Liga, 19. forduló | Ferencváros                | 07.014 fő  | Groupama Aréna                | Budapest         |
| 2024.02.18.   | OTP Bank Liga, 21. forduló | Puskás Akadémia            | 01.500 fő  | Pancho Aréna                  | Felcsút          |
| 2024.02.28.   | Magyar Kupa, nyolcaddöntő  | Kozármisleny               | 0800 fő    | Városi stadion                | Kozármisleny     |
| 2024.03.10.   | OTP Bank Liga, 24. forduló | Zalaegerszeg               | 02.124 fő  | ZTE Aréna                     | Zalaegerszeg     |
| 2024.04.02.   | Magyar Kupa, negyeddöntő   | Kisvárda                   | 0800 fő    | Várkerti Stadion              | Kisvárda         |
| 2024.04.06.   | OTP Bank Liga, 27. forduló | Debrecen                   | 05.221 fő  | Nagyerdei stadion             | Debrecen         |
| 2024.04.21.   | OTP Bank Liga, 29. forduló | Újpest                     | 02.276 fő  | Szusza Ferenc Stadion         | Budapest         |
| 2024.05.03.   | OTP Bank Liga, 31. forduló | Fehérvár                   | 03.104 fő  | Sóstói Stadion                | Budapest         |
| 2024.05.17.   | OTP Bank Liga, 33. forduló | Mezőkövesd                 | 01.595 fő  | Városi Stadion                | Mezőkövesd       |
| Minden kiírás | 20 mérkőzés                | 20 mérkőzés                | 051.339 fő | átlag: 02.567 fő              | átlag: 02.567 fő |
| Ebből         | 16 OTP Bank Liga mérkőzés  | 16 OTP Bank Liga mérkőzés  | 047.239 fő | átlag: 02.952 fő              | átlag: 02.952 fő |
| Ebből         | 4 MOL Magyar Kupa mérkőzés | 4 MOL Magyar Kupa mérkőzés | 04.100 fő  | átlag: 01.025 fő              | átlag: 01.025 fő |

## OTP Bank Liga
Győzelem
      Döntetlen
      Vereség

### Mérkőzések

#### Őszi szezon
| 2023. július 28., péntek 1. | MTK Budapest                                           | 1 – 1               | Paks                                                | Budapest                                                                   |  |
| 20:00                       | - Németh K. (1–0) 49' - Kata 38' - Bobál 43' - Hej 75' | (0 – 0) Jegyzőkönyv | - 65' (1–1) Böde - 58' Papp K. - 69' Bőle - 77' Vas | Stadion: Hidegkuti Nándor Stadion Nézőszám: 2.223 Játékvezető: Farkas Ádám |  |

| 2023. augusztus 6., vasárnap 2. | Zalaegerszeg                                                   | 2 – 1               | MTK Budapest                                                         | Zalaegerszeg                                                     |  |
| 20:00                           | - Sajbán (1–0) 3' - Tajti (11-esből) (2–1) 49' - Szafranov 15' | (0 – 0) Jegyzőkönyv | - 32' (1–1) Németh K. - 65' Zsóri - 90+4' Kosznovszky - 90+10' Kádár | Stadion: ZTE Aréna Nézőszám: 1.823 Játékvezető: Dr. Csonka Bence |  |

| 2023. augusztus 11., péntek 3. | MTK Budapest | 0 – 0       | Kisvárda | Budapest                                                                   |  |
| 20:00                          |              | Jegyzőkönyv |          | Stadion: Hidegkuti Nándor Stadion Nézőszám: 1.979 Játékvezető: Rúsz Márton |  |

| 2023. augusztus 19., szombat 4. | MTK Budapest                                            | 1 – 0               | Kecskemét     | Budapest                                                                   |  |
| 17:45                           | - Hej (1–0) 84' - Kata 15' - Zsóri 47' - Horváth A. 67' | (0 – 0) Jegyzőkönyv | - 69' Nagy O. | Stadion: Hidegkuti Nándor Stadion Nézőszám: 2.319 Játékvezető: Pillók Ádám |  |

| 2023. augusztus 27., vasárnap 5. | Debrecen                          | 1 – 3               | MTK Budapest                                                                                          | Debrecen                                                                       |  |
| 15:30 | - Bárány (1–0) 7' - Dominguès 88' | (1 – 2) Jegyzőkönyv | - 10' Bobál D. (1–1) - 13' Bognár I. (1–2) - 63' Németh K. (1–3) - 23' Hej - 66' Bobál D. - 85' Kádár | Stadion: Nagyerdei stadion Nézőszám: 4.144 Játékvezető: Karakó Ferenc (magyar) |  |
| Megjegyzés: MTK: Demjén — Hej, Kádár, Bobál D. — Kovács M., Kata , Horváth A. (Thiam 56'), Antonov (Kovács P. 72') — Bognár I. (Stieber 84'), Németh K. (Varju 72'), Molnár R. (Zuigéber 56') • Fel nem használt cserék: Rácz G. (kapus), Zsóri, Végh, Špalek, Kocsis G., Vadnai, Várkonyi • Vezetőedző: Horváth Dávid |                                   |                     | |                                                                                |  |

| 2023. szeptember 2., szombat 6. | MTK Budapest                                                  | 2 – 1               | Diósgyőr                         | Budapest                                                                   |  |
| 15:15 (tv: M4 Sport)            | - Kata (1–0) 5' - Bognár I. (2–0) 57' - Hej 38' - Zsóri 90+4' | (1 – 0) Jegyzőkönyv | - 60' (2–0) Vallejo - 21' Bárdos | Stadion: Hidegkuti Nándor Stadion Nézőszám: 3.679 Játékvezető: Antal Péter |  |

| 2023. szeptember 23., szombat 7. | Újpest      | 0 – 2               | MTK Budapest                                                      | Budapest                                                                |  |
| 19:30                            | - Ganea 87' | (0 – 1) Jegyzőkönyv | - 25' (0–1) Bognár I. - 72' (0–2) Németh K. - 49' Végh - 50' Kata | Stadion: Szusza Ferenc Stadion Nézőszám: 4.561 Játékvezető: Rúsz Márton |  |

| 2023. szeptember 30., szombat 8. | MTK Budapest                     | 1 – 6               | Ferencváros | Budapest                                                                    |  |
| 17:00                            | - Bognár I. (1–0) 10' - Kata 46' | (1 – 2) Jegyzőkönyv | - 23' (1–1) Varga Ba. - 41' (1–2) Marquinhos - 55' (1–3) Marquinhos - 63' (1–4) Wingo - 86' (1–5) Abu Fani - 90+2' (1–6) Pesics - 58' Makreckis | Stadion: Hidegkuti Nándor Stadion Nézőszám: 5.322 Játékvezető: Berke Balázs |  |

| 2023. október 8., vasárnap 9. | Fehérvár                                                                                                  | 3 – 0               | MTK Budapest                 | Székesfehérvár                                                    |  |
| 13:00                         | - Katona M. (1–0) 45+1' - Kalmár (2–0) 54' - Kalmár (3–0) 89' - Fiola 34' - Szerafimov 40' - Gergényi 68' | (1 – 0) Jegyzőkönyv | - 20′ Kádár - 16′, 43′ Thiam | Stadion: Sóstói Stadion Nézőszám: 3.136 Játékvezető: Bognár Tamás |  |

| 2023. október 22., vasárnap 10. | MTK Budapest  | 0 – 5               | Puskás Akadémia                                                                                             | Budapest                                                                   |  |
| 13:15                           | - Stieber 48' | (0 – 2) Jegyzőkönyv | - 10' (0–1) Batik - 38' (0–2) Gruber - 65' (0–3) Corbu - 74' (0–4) Nagy Zs. - 10' (0–5) Favorov - 58' Corbu | Stadion: Hidegkuti Nándor Stadion Nézőszám: 2.625 Játékvezető: Antal Péter |  |

| 2023. október 29., vasárnap 11. | Mezőkövesd                                                              | 1 – 0               | MTK Budapest                                | Mezőkövesd                                                             |  |
| 18:30                           | - Molnár G. (1–0) 7' - D. Babunszki 34' - Drazsics 85' - Piscitelli 87' | (1 – 0) Jegyzőkönyv | - 40' Hej - 56' Kosznovszky - 63' Bognár I. | Stadion: Városi stadion Nézőszám: 1.791 Játékvezető: Andó-Szabó Sándor |  |

| 2023. november 5., vasárnap 12. | Paks       | 0 – 0       | MTK Budapest               | Paks                                                                       |  |
| 18:30                           | - Hahn 52' | Jegyzőkönyv | - 61' Kata - 69' Bognár I. | Stadion: Fehérvári úti stadion Nézőszám: 1.824 Játékvezető: Vad II. István |  |

| 2023. november 10., péntek 13. | MTK Budapest                                            | 2 – 0               | Zalaegerszeg    | Budapest                                                                      |  |
| 20:00                          | - Kocsis G. (1–0) 60' - Thiam (2–0) 78' - Kovács M. 17' | (0 – 0) Jegyzőkönyv | - 44' Huszti A. | Stadion: Hidegkuti Nándor Stadion Nézőszám: 1.923 Játékvezető: Káprály Mihály |  |

| 2023. november 25., szombat 14. | Kisvárda                                                                             | 3 – 1               | MTK Budapest                                                      | Kisvárda                                                            |  |
| 14:45                           | - Széles (1–0) 21' - Cipetić (2–0) 56' (11-esből) - Czékus (3–1) 90+5' - Melnyik 61' | (1 – 0) Jegyzőkönyv | - 69' (2–1) Stieber - 29' Antonov - 76' Stieber - 81' Kosznovszky | Stadion: Várkerti Stadion Nézőszám: 1.890 Játékvezető: Erdős József |  |

| 2023. december 2., szombat 15. | Kecskemét                                                       | 1 – 2               | MTK Budapest | Kecskemét                                                         |  |
| 13:00                          | - Horváth Kr. (11-esből) (1–1) 46' - Zeke 17' - Horváth Kr. 32' | (1 – 1) Jegyzőkönyv | - 13' (0–1) (11-esből) Antonov - 61' (1–2) (11-esből) Antonov - 22' Thiam - 29' Végh - 32' Bognár I. - 64' Varju - 78' Hej - 90' Németh K. | Stadion: Széktói Stadion Nézőszám: 1.824 Játékvezető: Rúsz Márton |  |

| 2023. december 9., szombat 16 | MTK Budapest                          | 2 – 1               | Debrecen                                           | Budapest                                                                    |  |
| 13:15 | - Thiam (1–0) 34' - Stieber (2–1) 83' | (1 – 0) Jegyzőkönyv | - 50' (1–1) Szécsi M. - 57' Lagator - 76' Manrique | Stadion: Hidegkuti Nándor Stadion Nézőszám: 2.021 Játékvezető: Bognár Tamás |  |
| Megjegyzés: MTK Budapest: Demjén — Varju, Kádár, Kocsis — Kata (Horváth A. 73'), Végh, Thiam, Antonov — Bognár I. (Kosznovszky 90+3') — Ennin (Stieber 73'), Németh K. (Špalek 73') • Fel nem használt cserék: Rácz G. (kapus), Zuigéber, Kovács M., Vadnai, Kovács P., Miknyóczki, Molnár R., Biben • Vezetőedző: Horváth Dávid |                                       |                     |                                                    |                                                                             |  |

| 2023. december 16., szombat 17. | Diósgyőr | 3 – 3               | MTK Budapest                                                                         | Miskolc                                                         |  |
| 17:30                           | - Szatmári (1–1) 33' - Hej (öngól) (2–2) 77' - Franchu (3–2) 79' - Edomwonyi 28' - Csorbadzsijszki 31' - Holdampf 47' - Szatmári 84' | (1 – 1) Jegyzőkönyv | - 19' (0–1) Stieber - 64' (1–2) Antonov - 82' (3–3) Végh - 28' Kocsis G. - 42' Varju | Stadion: DVTK-stadion Nézőszám: 3.412 Játékvezető: Pintér Csaba |  |

#### Tavaszi szezon
| 2024. február 2., péntek 18. | MTK Budapest                                                             | 3 – 0               | Újpest                                     | Budapest                                                                    |  |
| 20:00                        | - Hej (1–0) 20' - Jurina (2–0) 36' - Kocsis G. (3–0) 58' - Németh K. 54' | (2 – 0) Jegyzőkönyv | - 15' Hall - 54' Mörschel - 85' Radosevics | Stadion: Hidegkuti Nándor Stadion Nézőszám: 3.525 Játékvezető: Erdős József |  |

| 2024. február 6., kedd 19. | Ferencváros | 5 – 1               | MTK Budapest                       | Budapest                                                         |  |
| 20:00                      | - Varga Ba. (1–0) 22' - Varga Ba. (2–1) 52' - Varga Ba. (3–1) 53' - Varga Ba. (4–1) 56' - St. Lončar (5–1) 66' - Bešić 87' | (1 – 1) Jegyzőkönyv | - 32' (1–1) Bognár I. - 69' Špalek | Stadion: Groupama Aréna Nézőszám: 7.014 Játékvezető: Bogár Gergő |  |

| 2024. február 10., szombat 20. | MTK Budapest         | 0 – 2               | Fehérvár                                   | Budapest                                                                     |  |
| 15:00                          | - Kata 20' - Hej 73' | (0 – 2) Jegyzőkönyv | - 15' (0–1) Tóth T. - 25' (0–2) Stefanelli | Stadion: Hidegkuti Nándor Stadion Nézőszám: 2.839 Játékvezető: Karakó Ferenc |  |

| 2024. február 18., vasárnap 21. | Puskás Akadémia | 6 – 1               | MTK Budapest                                  | Felcsút                                                         |  |
| 17:30                           | - Nagy Zs. (1–0) 12' - Corbu (2–0) 25' - Favorov (3–0) 47' - Komáromi (4–0) 54' - Stronati (5–1) 80' - Soisalo (6–1) 90+2' - Stronati 20' - Nagy Zs. 42' - Maceiras 77' | (3 – 0) Jegyzőkönyv | - 65' (4–1) Molnár R. - 82′ Végh B. - 86' Hej | Stadion: Pancho Aréna Nézőszám: 1.500 Játékvezető: Bognár Tamás |  |

| 2024. február 23., péntek 22. | MTK Budapest                                                                  | 3 – 1               | Mezőkövesd                        | Budapest                                                                      |  |
| 20:00                         | - Németh K. (1–1) 45+1' - Németh K. (2–1) 70' - Varju (3–1) 72' - Antonov 48' | (1 – 1) Jegyzőkönyv | - 7' (0–1) Cseke - 63' Beriasvili | Stadion: Hidegkuti Nándor Stadion Nézőszám: 1.734 Játékvezető: Vad II. István |  |

| 2024. március 3., vasárnap 23. | MTK Budapest        | 0 – 2               | Paks                                                            | Budapest                                                                      |  |
| 14:00                          | - Hej 3' - Kata 56' | (0 – 0) Jegyzőkönyv | - 72' (0–1) Böde - 87' (0–2) Böde - 38' Szabó J. - 38' Szabó B. | Stadion: Hidegkuti Nándor Stadion Nézőszám: 2.483 Játékvezető: Káprály Mihály |  |

| 2024. március 10., vasárnap 24. | Zalaegerszeg                         | 2 – 2               | MTK Budapest                                                            | Zalaegerszeg                                                |  |
| 20:00                           | - Csóka (1–2) 52' - Gruber (2–2) 54' | (0 – 2) Jegyzőkönyv | - 26' (0–1) Bognár I. - 34' (0–2) Bognár I. - 28' Varju - 68' Molnár R. | Stadion: ZTE Aréna Nézőszám: 2.124 Játékvezető: Rúsz Márton |  |

| 2024. március 17., vasárnap 25. | MTK Budapest                                                       | 2 – 1               | Kisvárda                                                      | Budapest                                                                    |  |
| 17:30                           | - Molnár R. (1–0) 17' - Bognár I. (11-esből) (2–0) 34' - Jurina 6' | (2 – 0) Jegyzőkönyv | - 86' (2–1) Jovičić - 40' Jovičić - 49' Navrátil - 79' Lippai | Stadion: Hidegkuti Nándor Stadion Nézőszám: 1.938 Játékvezető: Pintér Csaba |  |

| 2024. március 30., szombat 26. | MTK Budapest                                          | 2 – 2               | Kecskemét                                               | Budapest                                                                      |  |
| 17:00                          | - Hej (1–1) 41' - Molnár R. (2–1) 50' - Molnár R. 70' | (1 – 1) Jegyzőkönyv | - 35' (0–1) Szendrei - 87' (2–2) Helmich - 36' Szendrei | Stadion: Hidegkuti Nándor Stadion Nézőszám: 2.228 Játékvezető: Káprály Mihály |  |

| 2024. április 6., szombat 27. | Debrecen                                                            | 1 – 2               | MTK Budapest | Debrecen                                                             |  |
| 19:30 | - Bárány (1–2) 57' - Dreskovics 84' - Dzsudzsák 86' - Loncsar 90+3' | (0 – 1) Jegyzőkönyv | - 16' (0–1) Kosznovszky - 50' (0–2) Horváth A. - 24' Kocsis G. - 84' Jurina - 86' Varju - 90+3' Hej - 90+8' Nagy Zs. | Stadion: Nagyerdei stadion Nézőszám: 5.221 Játékvezető: Erdős József |  |
| Megjegyzés: MTK Budapest: Demjén — Kocsis G., Kádár, Nagy Zs. — Kata , Hej, Kosznovszky, Horváth A. (Végh 73'), Antonov – Bognár I. (Varju 82') — Németh K. (Jurina 59') • Fel nem használt cserék: Rácz G. (kapus), Stieber, Špalek, Kovács M., Vadnai, Kovács P. • Vezetőedző: Horváth Dávid |                                                                     |                     | |                                                                      |  |

| 2024. április 14., vasárnap 28. | MTK Budapest                                          | 1 – 1               | Diósgyőr                             | Budapest                                                                      |  |
| 14:00                           | - Bognár I. (1–0) 31' - Kocsis G. 43' - Kovács P. 47' | (1 – 0) Jegyzőkönyv | - 85' (1–1) Pernambuco - 74' Franchu | Stadion: Hidegkuti Nándor Stadion Nézőszám: 3.739 Játékvezető: Vad II. István |  |

| 2024. április 21., vasárnap 29. | Újpest                                                            | 1 – 2               | MTK Budapest                                                                         | Budapest                                                                |  |
| 18:30                           | - Csoboth (1–0) 20' - Ljujics 35' - Huszti A. 57' - Kobouri 90+3' | (1 – 0) Jegyzőkönyv | - 79' (1–1) Jurina - 90+7' (1–2) Jurina - 64' Kádár - 90+2' Kovács P. - 90+7' Jurina | Stadion: Szusza Ferenc Stadion Nézőszám: 3.276 Játékvezető: Antal Péter |  |

| 2024. április 28., vasárnap 30. | MTK Budapest                                                                   | 1 – 2               | Ferencváros                             | Budapest                                                                        |  |
| 17:45                           | - Németh K. (1–1) 31' - Kocsis G. 45' - Kata 47' - Németh K. 48' - Antonov 72' | (1 – 2) Jegyzőkönyv | - 27' (0–1) Kodro - 45+3' (1–2) Lisztes | Stadion: Hidegkuti Nándor Stadion Nézőszám: 4.638 Játékvezető: Dr. Csonka Bence |  |

| 2024. május 3., péntek 31. | Fehérvár                                                                            | 4 – 0               | MTK Budapest | Székesfehérvár                                                    |  |
| 20:00                      | - Katona M. (1–0) 23' - Christensen (2–0) 32' - Csongvai (3–0) 40' - Pető (4–0) 77' | (3 – 0) Jegyzőkönyv | - 10′ Kádár  | Stadion: Sóstói Stadion Nézőszám: 3.104 Játékvezető: Erdős József |  |

| 2024. május 11., szombat 32. | MTK Budapest                         | 1 – 3               | Puskás Akadémia                                                                                     | Budapest                                                                     |  |
| 15:30                        | - Nagy Zs. (1–3) 37' - Bognár I. 27' | (1 – 3) Jegyzőkönyv | - 5' (0–1) Szolnoki - 12' (0–2) Nissilä - 20' (0–3) Nissilä - 27' Maceiras - 78' Colley - 89' Golla | Stadion: Hidegkuti Nándor Stadion Nézőszám: 2.562 Játékvezető: Karakó Ferenc |  |

| 2024. május 17., péntek 33. | Mezőkövesd                                            | 1 – 1               | MTK Budapest                                                             | Mezőkövesd                                                          |  |
| 20:30 | - Kállai K. (1–1) 90+1' - Szolgai 56' - Kállai K. 84' | (0 – 1) Jegyzőkönyv | - 4' (0–1) Németh K. - 28' Horváth A. - 36' Varju - 37' Hej - 90' Jurina | Stadion: Városi stadion Nézőszám: 1.595 Játékvezető: Derdák Marcell |  |
| Megjegyzés: MTK Budapest: Rácz G. — Varju, Kádár, Nagy Zs. — Hej (Kocsis G. 59'), Horváth A. (Végh 83'), Kata , Bognár I., Kovács P. (Antonov 59') — Németh K. (Jurina 74'), Stieber (Vadnai 59') • Fel nem használt cserék: Demjén (kapus), Kovács M., Kenesei N. • Vezetőedző: Horváth Dávid |                                                       |                     |                                                                          |                                                                     |  |

### A bajnokság végeredménye
| Hely. | Csapat                 | M  | Gy | D  | V  | G+ | G– | Gk  | P  | Továbbjutás vagy kiesés                |
| ----- | ---------------------- | -- | -- | -- | -- | -- | -- | --- | -- | -------------------------------------- |
| 1.    | Ferencvárosi TC CV B   | 33 | 23 | 5  | 5  | 80 | 30 | +50 | 74 | UEFA Bajnokok Ligája, 1. selejtezőkör  |
| 2.    | Paks KGY               | 33 | 17 | 7  | 9  | 51 | 42 | +9  | 58 | Európa-liga, 1. selejtezőkör           |
| 3.    | Puskás Akadémia        | 33 | 15 | 10 | 8  | 60 | 35 | +25 | 55 | UEFA Konferencia Liga, 2. selejtezőkör |
| 4.    | Fehérvár               | 33 | 16 | 6  | 11 | 55 | 40 | +15 | 54 | UEFA Konferencia Liga, 2. selejtezőkör |
| 5.    | Debreceni VSC          | 33 | 14 | 6  | 13 | 49 | 48 | +1  | 48 |                                        |
| 6.    | Kecskeméti TE          | 33 | 13 | 6  | 14 | 45 | 45 | 0   | 45 |                                        |
| 7.    | Diósgyőri VTK Ú        | 33 | 12 | 9  | 12 | 50 | 56 | −6  | 45 |                                        |
| 8.    | MTK Budapest Ú         | 33 | 12 | 8  | 13 | 43 | 62 | −19 | 44 |                                        |
| 9.    | Zalaegerszegi TE       | 33 | 12 | 7  | 14 | 54 | 60 | −6  | 43 |                                        |
| 10.   | Újpest                 | 33 | 11 | 4  | 18 | 45 | 67 | −22 | 37 |                                        |
| 11.   | Kisvárda Master Good K | 33 | 9  | 4  | 20 | 40 | 55 | −15 | 31 | NB II                                  |
| 12.   | Mezőkövesd Zsóry K     | 33 | 5  | 6  | 22 | 31 | 63 | −32 | 21 | NB II                                  |

### Helyezések és pontszámok fordulónként
GY   győzelem;   D   döntetlen;   V   vereség;   H   halasztott mérkőzés;
| Forduló  | 1  | 2   | 3   | 4  | 5  | 6  | 7  | 8  | 9  | 10 | 11 | 12 | 13 | 14 | 15 | 16 | 17 | 18 | 19 | 20 | 21 | 22 | 23 | 24 | 25 | 26 | 27 | 28 | 29 | 30 | 31 | 32 | 33 |
| Helyszín | h  | v   | h   | h  | v  | h  | v  | h  | v  | h  | v  | v  | h  | v  | v  | h  | v  | h  | v  | h  | v  | h  | h  | v  | h  | h  | v  | h  | v  | h  | v  | h  | v  |
| -------- | -- | --- | --- | -- | -- | -- | -- | -- | -- | -- | -- | -- | -- | -- | -- | -- | -- | -- | -- | -- | -- | -- | -- | -- | -- | -- | -- | -- | -- | -- | -- | -- | -- |
| Eredmény | D  | V   | D   | GY | GY | GY | GY | V  | V  | V  | V  | D  | GY | V  | GY | GY | D  | GY | V  | V  | V  | GY | V  | D  | GY | D  | GY | D  | GY | V  | V  | V  | D  |
| Helyezés | 6. | 10. | 10. | 7. | 5. | 3. | 2. | 4. | 6. | 7. | 8. | 9. | 9. | 9. | 6. | 6. | 6. | 4. | 5. | 6. | 7. | 6. | 6. | 8. | 7. | 6. | 6. | 6. | 5. | 6. | 6. | 8. | 8. |
| Pontszám | 1  | 0   | 1   | 3  | 3  | 3  | 3  | 0  | 0  | 0  | 0  | 1  | 3  | 0  | 3  | 3  | 1  | 3  | 0  | 0  | 0  | 3  | 0  | 1  | 3  | 1  | 3  | 1  | 3  | 0  | 0  | 0  | 1  |
| Szumma   | 1  | 1   | 2   | 5  | 8  | 11 | 14 | 14 | 14 | 14 | 14 | 15 | 18 | 18 | 21 | 24 | 25 | 28 | 28 | 28 | 28 | 31 | 31 | 32 | 35 | 36 | 39 | 40 | 43 | 43 | 43 | 43 | 44 |

Helyszín: h = hazai pályán; v = vendégként.
A vörös színű vonal jelzi az őszi és a tavaszi szezon váltását;
A csapat helyezései fordulónként, idővonalon ábrázolva.

### Szerzett bajnoki pontok ellenfelenként
Az első osztályú bajnokságban lejátszott mérkőzések és a megszerzett pontok az MTK Budapest FC szemszögéből, 
ellenfelenként bontva, a csapatok nevének abc-sorrendjében.
Az eredmények után zárójelben a bajnoki forduló sorszámát tüntettük fel.
      Győzelem
      Döntetlen
      Vereség
| Ellenfél        | Idei szezon (2023–2024) | Idei szezon (2023–2024) | Idei szezon (2023–2024) | Idei szezon (2023–2024) | Idei szezon (2023–2024) |
| Ellenfél        | Első és második kör     | Első és második kör     | Harmadik kör            | Harmadik kör            | Pont                    |
| Ellenfél        | h                       | v                       | h                       | v                       | Pont                    |
| --------------- | ----------------------- | ----------------------- | ----------------------- | ----------------------- | ----------------------- |
| Debrecen        | 2–0 (16.)               | 2–1 (5.)                | —                       | 2–1 (27.)               | 9                       |
| Diósgyőr        | 2–1 (6.)                | 3–3 (17.)               | 1–1 (28.)               | —                       | 5                       |
| Fehérvár        | 0–2 (20.)               | 0–3 (9.)                | —                       | 0–4 (31.)               | 0                       |
| Ferencváros     | 1–6 (8.)                | 1–5 (19.)               | 1–2 (30.)               | —                       | 0                       |
| Kecskemét       | 1–0 (4.)                | 2–1 (15.)               | 2–2 (26.)               | —                       | 7                       |
| Kisvárda        | 0–0 (3.)                | 1–3 (14.)               | 2–1 (25.)               | —                       | 4                       |
| Mezőkövesd      | 3–1 (22.)               | 0–1 (11.)               | —                       | 1–1 (33.)               | 4                       |
| Paks            | 1–1 (1.)                | 0–0 (12.)               | 0–2 (23.)               | —                       | 2                       |
| Puskás Akadémia | 0–5 (10.)               | 1–6 (21.)               | 1–3 (32.)               | —                       | 0                       |
| Újpest          | 3–0 (18.)               | 2–0 (7.)                | —                       | 2–1 (29.)               | 9                       |
| Zalaegerszeg    | 2–0 (13.)               | 1–2 (2.)                | —                       | 2–2 (24.)               | 4                       |
| Összesen        |                         |                         |                         |                         | 44                      |

Jelmagyarázat: Helyszín: (h) = hazai pályán; (v) = vendégként

## MOL Magyar Kupa
Győzelem
      Döntetlen
      Vereség

### 3. forduló (legjobb 64)
| 2023. szeptember 17., vasárnap | Gesztely FC Sport-Bau (vármegye I) | 1 – 6               | MTK Budapest | Gesztely                                                                        |  |
| 13:00 | - Porkoláb (1–1) 9'                | (1 – 1) Jegyzőkönyv | - 1' (0–1) Molnár R. - 60' (1–2) Stieber - 73' (1–3) Molnár R. - 79' (1–4) Molnár R. - 81' (1–5) Kovács P. - 90' (1–6) Kovács P. | Stadion: Tóth-Zele József Sportközpont Nézőszám: 1.500 Játékvezető: Takács Ákos |  |
| Megjegyzés: MTK Budapest: Rácz G. — Varju, Kocsis G., Vadnai — Miknyóczki (Antonov 60'), Végh B., Biben, Zuigéber (Kovács P. 76') — Stieber, Zsóri, Molnár R. • Vezetőedző: Horváth Dávid |                                    |                     | |                                                                                 |  |

### 4. forduló (legjobb 32)
| 2023. november 1., szerda | ESMTK (NB III) | 0 – 4               | MTK Budapest                                                                      | Budapest                                                        |  |
| 12:30 |                | (0 – 2) Jegyzőkönyv | - 33' (0–1) Antonov - 35' (0–2) Stieber - 65' (0–3) Zsóri - 90+3' (0–4) Kovács P. | Stadion: ESMTK Stadion Nézőszám: 1.000 Játékvezető: Rúsz Márton |  |
| Megjegyzés: MTK Budapest: Rácz G. — Varju, Kádár (Miknyóczki 81'), Vadnai — Kosznovszky (Kovács M. szünetben), Thiam, Végh B. (Biben 75'), Antonov (Kovács P. 69') — Stieber, Špalek, Zsóri (Zuigéber 69') • Vezetőedző: Horváth Dávid |                |                     |                                                                                   |                                                                 |  |

### Nyolcaddöntő (legjobb 16)
| 2024. február 28., szerda | HR-Rent Kozármisleny FC (NB II)         | 0 – 3               | MTK Budapest                                                                      | Kozármisleny                                                    |  |
| 17:00 | - Turi 38' - Bor 90+1' - Ikonomou 90+3' | (0 – 2) Jegyzőkönyv | - 9' (0–1) Jurina - 35' (0–2) Jurina - 48' (0–3) Antonov - 38' Jurina - 75' Thiam | Stadion: Városi stadion Nézőszám: 800 Játékvezető: Bana Gergely |  |
| Megjegyzés: MTK Budapest: Rácz G. — Hej, Kádár, Nagy Zs. — Kovács M., Kosznovszky, Kata (Végh B. 80'), Bognár I. (Thiam 71'), Antonov (Vadnai 80') — Stieber (Špalek 71'), Jurina (Molnár R. 59') • Vezetőedző: Horváth Dávid |                                         |                     |                                                                                   |                                                                 |  |

### Negyeddöntő (legjobb 8)
| 2024. április 2., kedd | Kisvárda Master Good (NB I)                                                                 | 3 – 2               | MTK Budapest                                            | Kisvárda                                                         |  |
| 20:00 | - Jovičić (1–0) 8' - Szpaszics (2–0) 21' - Jovičić (3–2) 90' - Makowski 22' - Cipetić 90+5' | (2 — 0) Jegyzőkönyv | - 59' (2–1) Bognár I. - 87' (2–2) Hej - 90+5' Kovács P. | Stadion: Várkerti Stadion Nézőszám: 800 Játékvezető: Bogár Gergő |  |
| Megjegyzés: MTK Budapest: Rácz G. — Kocsis G., Kádár, Nagy Zs. (Varju szünetben) — Hej, Kosznovszky (Stieber 78'), Kata, Antonov (Kovács P. 61') — Kovács M. (Jurina 61'), Bognár I. — Németh K. • Vezetőedző: Horváth Dávid |                                                                                             |                     |                                                         |                                                                  |  |

## Vezetőség és szakmai stáb
Utolsó módosítás: 2023. június 21.
| Vezetőség                                                 | Vezetőség          | Szakmai stáb – MTK Budapest | Szakmai stáb – MTK Budapest | Szakmai stáb – MTK Budapest II. | Szakmai stáb – MTK Budapest II. |
| --------------------------------------------------------- | ------------------ | --------------------------- | --------------------------- | ------------------------------- | ------------------------------- |
| Tulajdonos                                                | Zakor Sándor       | Vezetőedző                  | Horváth Dávid               | Szakmai vezető                  | Pölöskei Gábor                  |
| Szakmai igazgató                                          | Dr. Selei András   | Asszisztens edző            | Bonifert Péter              | Vezetőedző                      | Kanta József                    |
| Gazdasági Igazgató                                        | Somogyi János      | Vezető erőnléti edző        | Farkas Viktor               | Asszisztens edző                | Teodoru Vaszilisz               |
| Klubmenedzser                                             | Polyák Balázs      | Kapusedző                   | Federico Groppioni          | Kapusedző                       | Paulovicz Dániel                |
| Akadémia Szakmai Igazgató                                 | Székely Zsolt      | Videóelemző                 | André Milán                 | Technikai vezető                | Zoufal Nándor                   |
| Társadalmi és nemzetőközi kapcsolatokért felelős igazgató | Szabó Dávid        | Csapatmenedzser             | Balogh Orsolya              | Fizioterapeuta                  | Bali Mariann                    |
| Marketing és Kommunikációs igazgató                       | Balogh Orsolya     | Technikai vezető            | Janta Gábor                 | Masszőr                         | Kalmár Gergely                  |
| Csapatmenedzser                                           | Balogh Orsolya     | Csapatorvos                 | Dr. Dreissiger Imre         | Sportpszichológus               | Lábadi Anett                    |
| Operatív Igazgató                                         | Horváth Mihály     | Csapatorvos                 | Dr. Kincses Dániel          | Szertáros                       | Flandera Norbert                |
| Jogi Igazgató                                             | Dr. Mráz László    | Fizioterapeuta              | Sipos Péter                 |                                 |                                 |
| Női szakág szekcióvezető                                  | Pinczi Anita       | Masszőr                     | Dömök István                |                                 |                                 |
| Sales igazgató                                            | Finfera Maximilián | Masszőr                     | Kákonyi Dániel              |                                 |                                 |
| Kommunikációs és Marketing munkatárs                      | Finfera Maximilián | Kit menedzser               | Arany János                 |                                 |                                 |
| Az MTK Budapest és a SKLA nagykövete                      | Pintér Ádám        |                             |                             |                                 |                                 |
| Vezető tehetségkutató                                     | Pintér Ádám        |                             |                             |                                 |                                 |

## Játékoskeret
Utolsó módosítás: 2024. február 26.
A vastaggal jelzett játékosok felnőtt válogatottsággal rendelkeznek.
A dőlttel jelzett játékosok kölcsönben szerepelnek a klubnál.
*A tartalékcsapatban is pályára lépő játékosok.
Az érték oszlopban szereplő , , és = jelek azt mutatják, hogy a Transfermarkt legutóbbi adatfrissítése előtti állapothoz képest mennyit nőtt, csökkent a játékos értéke, vagy ha nem változott, akkor azt az = jel mutatja.
| Mezszám                | Név               | Nemzetiség        | Születési hely   | Születési idő (kor)            | Korábbi csapat                 | Érték (€)          | Szerződés lejárta |
| Kapusok                | Kapusok           | Kapusok           | Kapusok          | Kapusok                        | Kapusok                        | Kapusok            | Kapusok           |
| ---------------------- | ----------------- | ----------------- | ---------------- | ------------------------------ | ------------------------------ | ------------------ | ----------------- |
| 1                      | Demjén Patrik     | magyar            | Esztergom        | 1998. március 22. (26 éves)    | Zalaegerszegi TE FC            | 600 000 ( 50 000)  | 2026.06.30.       |
| 13                     | Rácz Gergő        | magyar            | Budapest         | 1995. november 20. (29 éves)   | Paksi FC                       | 250 000 ( 25 000)  | 2026.06.30.       |
| Védők                  |                   |                   |                  |                                |                                |                    |                   |
| 2                      | Varju Benedek     | magyar            | Győr             | 2001. május 21. (23 éves)      | Utánpótlásból került fel       | 300 000 (=)        | 2024.06.30.       |
| 3                      | Nemanja Antonov   | SRB               | Pancsova         | 1995. május 6. (29 éves)       | Újpest FC                      | 450 000 ( 50 000)  | 2026.06.30.       |
| 4                      | Bobál Dávid       | magyar            | Pásztó           | 1995. augusztus 31. (29 éves)  | Mezőkövesd Zsóry FC            | 250 000 (=)        | 2026.06.30.       |
| 5                      | Nagy Zsombor      | magyar            | Szeged           | 1998. március 21. (26 éves)    | Utánpótlásból került fel       | 300 000 (=)        | 2025.06.30.       |
| 22                     | Hej Viktor        | ukrán · magyar    | Nyzhniy Koropets | 1996. február 2. (29 éves)     | Kisvárda FC                    | 450 000 ( 50 000)  | 2026.06.30.       |
| 24                     | Vadnai Dániel*    | magyar            | Budapest         | 1988. február 19. (37 éves)    | Mezőkövesd Zsóry FC            | 50 000 ( 50 000)   | 2024.06.30.       |
| 25                     | Kádár Tamás       | magyar            | Veszprém         | 1990. március 14. (35 éves)    | Paksi FC                       | 350 000 ( 50 000)  | Nem publikus      |
| 27                     | Kovács Patrik*    | magyar            | Budapest         | 2005. február 9. (20 éves)     | Red Bull Salzburg U18          | 100 000 ( 100 000) | 2026.06.30.       |
| Középpályások          |                   |                   |                  |                                |                                |                    |                   |
| 6                      | Kata Mihály       | magyar            | Budapest         | 2002. április 13. (22 éves)    | Utánpótlásból került fel       | 700 000 ( 300 000) | 2026.06.30.       |
| 7                      | Stieber Zoltán    | magyar            | Sárvár           | 1988. október 16. (36 éves)    | Újpest FC                      | 150 000 ( 50 000)  | 2025.06.30.       |
| 10                     | Bognár István     | magyar            | Liège            | 1991. május 5. (33 éves)       | Paksi FC                       | 450 000 ( 50 000)  | 2024.06.30.       |
| 14                     | Horváth Artúr*    | magyar            | Szeged           | 2003. október 2. (21 éves)     | Utánpótlásból került fel       | 200 000 (=)        | 2026.06.30.       |
| 15                     | Kosznovszky Márk* | magyar            | Budapest         | 2002. április 17. (22 éves)    | SSD Parma U19                  | 150 000 (=)        | 2024.06.30.       |
| 16                     | Végh Bence        | magyar            | Győr             | 1997. május 13. (27 éves)      | Mosonmagyaróvári TE            | 200 000 ( 125 000) | Nem publikus      |
| 20                     | Kovács Mátyás     | magyar            | Budapest         | 2003. július 7. (21 éves)      | Utánpótlásból került fel       | 400 000 (=)        | 2025.12.31.       |
| 21                     | Kocsis Gergő      | magyar            | Budapest         | 1994. március 7. (31 éves)     | Mezőkövesd Zsóry FC            | 250 000 ( 50 000)  | 2026.06.30.       |
| 23                     | Khaly Thiam       | Szenegál · magyar | Dakar            | 1994. január 7. (31 éves)      | Pendikspor                     | 400 000 (=)        | 2025.06.30.       |
| 30                     | Biben Barnabás*   | magyar            | Budapest         | 2003. november 19. (21 éves)   | Utánpótlásból került fel       | 150 000 ( 50 000)  | Nem publikus      |
| Támadók                |                   |                   |                  |                                |                                |                    |                   |
| 9                      | Richlord Ennin    | Kanada · Ghána    | Toronto          | 1998. szeptember 17. (26 éves) | FK Spartaks Jūrmala            | 200 000 ( 50 000)  | Nem publikus      |
| 11                     | Marin Jurina      | bosnyák · horvát  | Livno            | 1993. november 26. (31 éves)   | Diósgyőri VTK                  | 250 000 ( 50 000)  | Nem publikus      |
| 18                     | Németh Krisztián  | magyar            | Győr             | 1989. január 5. (36 éves)      | Debreceni VSC                  | 250 000 ( 50 000)  | 2024.06.30.       |
| 29                     | Molnár Rajmund    | magyar            | Budapest         | 2002. augusztus 28. (22 éves)  | Szombathelyi Haladás           | 225 000 ( 25 000)  | 2024.06.30.       |
| 30                     | Nikolas Špalek    | SVK · magyar      | Vágsellye        | 1997. február 12. (28 éves)    | Topolyai SC                    | 300 000 ( 100 000) | 2024.12.31.       |
| Kölcsönadott játékosok |                   |                   |                  |                                |                                |                    |                   |
| Név                    | Poszt             | Nemzetiség        | Születési hely   | Születési idő (kor)            | Kölcsönben itt                 | Érték (€)          | Kölcsön lejárta   |
| Csenterics Adrián      | kapus             | magyar            | Budapest         | 2004. október 8. (20 éves)     | BVSC-Zugló                     | 75 000 (=)         | 2024.06.30.       |
| Várkonyi Bence         | védő              | magyar            | Budapest         | 2002. március 18. (23 éves)    | Zalaegerszegi TE FC            | 175 000 ( 25 000)  | 2024.06.30.       |
| Lehoczky Roland        | védő              | magyar            | Budapest         | 2002. április 19. (22 éves)    | Tiszakécskei LC                | 150 000 ( 50 000)  | 2024.06.30.       |
| Zuigéber Ákos          | támadó            | magyar            | Budapest         | 2002. november 8. (22 éves)    | Szeged-Csanád Grosics Akadémia | 150 000 ( 50 000)  | 2024.06.30.       |
| Zsóri Dániel           | támadó            | magyar · ROM      | Nagyvárad        | 2000. október 14. (24 éves)    | Budafoki MTE                   | 150 000 (=)        | 2024.06.30.       |
| Miknyóczki Ádám        | támadó            | magyar            | Budapest         | 2002. augusztus 17. (22 éves)  | Pécsi Mecsek FC                | 75 000 ( 50 000)   | 2024.06.30.       |

### Változások a csapat keretében
A vastaggal jelzett játékosok felnőtt válogatottsággal rendelkeznek.

### Érkezők
| Dátum              | Név             | Nemzet  | Poszt       | Kor | Honnan                        | Szerződés megnevezése    | Átigazolási időszak | Szerződés vége | Átigazolás összege | Forrás |
| ------------------ | --------------- | ------- | ----------- | --- | ----------------------------- | ------------------------ | ------------------- | -------------- | ------------------ | ------ |
| 2023. május 30.    | Hej Viktor      | ukrán   | hátvéd      | 27  | Kisvárda (NB I)               | szabadon igazolható      | 2023. évi nyári     | 2026           | ingyen             | [ 7 ]  |
| 2023. június 2.    | Rácz Gergő      | magyar  | kapus       | 27  | Paks (NB I)                   | kölcsön után végleg      | 2023. évi nyári     | 2026           | ismeretlen összeg  | [ 8 ]  |
| 2023. június 2.    | Bobál Dávid     | magyar  | hátvéd      | 27  | Mezőkövesd (NB I)             | kölcsön után végleg      | 2023. évi nyári     | 2026           | ismeretlen összeg  | [ 9 ]  |
| 2023. június 3.    | Nemanja Antonov | szerb   | hátvéd      | 28  | Újpest (NB I)                 | szabadon igazolható      | 2023. évi nyári     | 2026           | ingyen             | [ 10 ] |
| 2023. június 7.    | Molnár Rajmund  | magyar  | csatár      | 20  | Szombathely (NB II)           | kölcsön, vételi opcióval | 2023. évi nyári     | 2024           | –                  | [ 11 ] |
| 2023. június 9.    | Kovács Patrik   | magyar  | hátvéd      | 18  | Red Bull Salzburg (osztrák I) | átigazolás               | 2023. évi nyári     | 2026           | ismeretlen összeg  | [ 12 ] |
| 2023. június 9.    | Végh Bence      | magyar  | középpályás | 26  | Mosonmagyaróvár (NB II)       | átigazolás               | 2023. évi nyári     | Nem publikus   | ismeretlen összeg  | [ 13 ] |
| 2023. június 12.   | Demjén Patrik   | magyar  | kapus       | 25  | Zalaegerszeg (NB I)           | átigazolás               | 2023. évi nyári     | 2026           | ismeretlen összeg  | [ 14 ] |
| 2023. június 15.   | Kádár Tamás     | magyar  | hátvéd      | 33  | Paks (NB I)                   | szabadon igazolható      | 2023. évi nyári     | Nem publikus   | ingyen             | [ 15 ] |
| 2023. november 10. | Richlord Ennin  | kanadai | csatár      | 25  | Spartaks Jūrmala (lett I)     | szabadon igazolható      | 2023. évi nyári     | 2024           | ingyen             | [ 16 ] |
| 2024. január 12.   | Marin Jurina    | bosnyák | csatár      | 30  | Diósgyőr (NB I)               | átigazolás               | 2024. évi téli      | Nem publikus   | ismeretlen összeg  | [ 17 ] |

### Kölcsönből visszatérők
| Dátum              | Név              | Nemzet | Poszt       | Kor | Honnan                   | Átigazolási időszak | Szerződés vége |
| ------------------ | ---------------- | ------ | ----------- | --- | ------------------------ | ------------------- | -------------- |
| 2023. július 1.    | Balázs József    | magyar | kapus       | 19  | Paks (NB I)              | 2023. évi nyári     | 2025           |
| 2023. július 1.    | Várkonyi Bence   | magyar | hátvéd      | 21  | Kozármisleny (NB II)     | 2023. évi nyári     | 2026           |
| 2023. július 1.    | Kosznovszky Márk | magyar | középpályás | 21  | Kozármisleny (NB II)     | 2023. évi nyári     | 2024           |
| 2023. július 1.    | Biben Barnabás   | magyar | középpályás | 19  | Tiszakécske (NB II)      | 2023. évi nyári     | Nem publikus   |
| 2023. december 31. | Nagy Zsombor     | magyar | hátvéd      | 25  | Szeged-Csanád GA (NB II) | 2024. évi téli      | 2025           |
| 2023. december 31. | Lehoczky Roland  | magyar | hátvéd      | 21  | Mezőkövesd (NB I)        | 2024. évi téli      | Nem publikus   |

### Távozók
| Dátum                | Név                | Nemzet  | Poszt       | Kor | Hova                     | Szerződés megnevezése    | Átigazolási időszak | Szerződés vége | Átigazolás összege | Forrás |
| -------------------- | ------------------ | ------- | ----------- | --- | ------------------------ | ------------------------ | ------------------- | -------------- | ------------------ | ------ |
| 2023. június 15.     | Palincsár Martin   | magyar  | középpályás | 24  | Szeged-Csanád GA (NB II) | átigazolás               | 2023. évi nyári     | 2026           | ismeretlen összeg  | [ 18 ] |
| 2023. június 15.     | Szépe János        | szlovák | hátvéd      | 27  | Győri ETO (NB II)        | szabadon igazolható      | 2023. évi nyári     | 2025           | ingyen             | [ 19 ] |
| 2023. június 15.     | Poór Patrik        | magyar  | hátvéd      | 29  | BVSC-Zugló (NB II)       | szabadon igazolható      | 2023. évi nyári     | Nem publikus   | ingyen             | [ 19 ] |
| 2023. június 15.     | Mezei Szabolcs     | magyar  | középpályás | 22  | Paks (NB I)              | átigazolás               | 2023. évi nyári     | 2026           | ismeretlen összeg  | [ 20 ] |
| 2023. június 18.     | Somodi Bence       | magyar  | kapus       | 34  | Csákvár (NB II)          | szabadon igazolható      | 2023. évi nyári     | 2024           | ingyen             | [ 21 ] |
| 2023. július 1.      | Lehoczky Roland    | magyar  | hátvéd      | 21  | Mezőkövesd (NB I)        | kölcsön                  | 2023. évi nyári     | 2024           | –                  | [ 22 ] |
| 2023. július 3.      | Varga Bence        | magyar  | kapus       | 27  | Kecskemét (NB I)         | átigazolás               | 2023. évi nyári     | 2026           | ismeretlen összeg  | [ 23 ] |
| 2023. július 3.      | Nagy Zsombor       | magyar  | hátvéd      | 25  | Szeged-Csanád GA (NB II) | kölcsön                  | 2023. évi nyári     | 2024           | –                  | [ 24 ] |
| 2023. július 3.      | Kapronczai Gergely | magyar  | hátvéd      | 22  | III. Kerület (NB III)    | szabadon igazolható      | 2023. évi nyári     | Nem publikus   | ingyen             | [ 25 ] |
| 2023. július 31.     | Amedome Godwords   | ghánai  | hátvéd      | 21  | Jonava (litván II)       | szabadon igazolható      | 2023. évi nyári     | Nem publikus   | ingyen             | [ 26 ] |
| 2023. augusztus 1.   | Törőcsik Péter     | magyar  | csatár      | 22  | Iváncsa (NB III)         | szabadon igazolható      | 2023. évi nyári     | Nem publikus   | ingyen             | [ 27 ] |
| 2023. augusztus 31.  | Csenterics Adrián  | magyar  | kapus       | 18  | BVSC-Zugló (NB II)       | kölcsön                  | 2023. évi nyári     | 2024           | –                  | [ 28 ] |
| 2023. szeptember 6.  | Várkonyi Bence     | magyar  | hátvéd      | 21  | Zalaegerszeg (NB I)      | kölcsön, vételi opcióval | 2023. évi nyári     | 2024           | –                  | [ 29 ] |
| 2023. szeptember 18. | Futács Márkó       | magyar  | csatár      | 33  | klub nélküli             | szabadon igazolható      | 2023. évi nyári     | –              | –                  | [ 30 ] |
| 2024. január 1.      | Zuigéber Ákos      | magyar  | csatár      | 21  | Szeged-Csanád GA (NB II) | kölcsön                  | 2024. évi téli      | 2024           | –                  | [ 31 ] |
| 2024. január 10.     | Lehoczky Roland    | magyar  | hátvéd      | 21  | Tiszakécske (NB II)      | kölcsön                  | 2024. évi téli      | 2024           | –                  | [ 32 ] |
| 2024. január 13.     | Zsóri Dániel       | magyar  | csatár      | 23  | Budafok (NB II)          | kölcsön                  | 2024. évi téli      | 2024           | –                  | [ 33 ] |
| 2024. február 2.     | Miknyóczki Ádám    | magyar  | csatár      | 21  | PMFC (NB II)             | kölcsön, vételi opcióval | 2024. évi téli      | 2024           | –                  | [ 34 ] |

### Új szerződések
| Dátum            | Név            | Nemzet | Poszt  | Kor | Szerződés hossza | Szerződés vége | Forrás |
| ---------------- | -------------- | ------ | ------ | --- | ---------------- | -------------- | ------ |
| 2023. június 21. | Várkonyi Bence | magyar | hátvéd | 21  | + 2 év           | 2026           | [ 35 ] |